# John Valdemar Ekman
John Valdemar Ekman, född 29 juli 1879 i Häggdångers socken, död 24 januari 1949 i Stockholm, var en svensk industriman.
John Valdemar Ekman var son till vicepastorn Robert Ekman. Han studerade vid Härnösands allmänna läroverk och därefter vid handelshögskola innan han företog en studieresa till Storbritannien och Frankrike 1900-1903. Ekman var därefter anställd vid en trävaruagentur i Härnösand och Sundsvall 1903-1906 innan han 1906 startade en egen trävarufirma i Härnösand. Han anställdes 1903 i det av morfadern Johan Fahlén grundade familjeföretaget Dynäs AB och erhöll 1907 aktiemajoriteten i företaget, liksom 1908 i Wäija AB, och var styrelseordförande där. 1914 anlade han en sulfatfabrik i Wäija, 1916 ett pappersbruk där och 1940 en papperssäcksfabrik. Från 1931 var Ekman VD för Svanö AB, där han 1928 erhållit aktiemajoritet och från 1929 var styrelseordförande. Han var även fransk konsularagent i Härnösand 1906-1913, ledamot av Svenska Trävaruexportföreningens centralstyrelse 1923-1946 (1909-1922 var han suppleant) och 1930-1946 ordinarie ledamot av dess verkställande utskott. Därtill var han styrelseledamot av Svenska Cellulosaföreningen 1930-1941 och 1944-1949, ordinarie ledamot av Svenska träexportkonventionens förtroenderåd 1940-1946, ordförande i Härnösandsdistriktets trävaruexportförening och ordförande i Ångermanälvens flottningsförening. Ekman var från 1927 riddare, från 1937 kommendör av andra och från 1946 av första klass av Vasaorden. Han var även riddare av Finlands Vita Ros’ orden.
Ekman var gift med Ulla Böving (1885–1974). Deras dotter Ebba (1918–2019) var gift med Carl M:son Mannerfelt.